# Liste de peintres nihonga
Cette liste de peintres nihonga présente les peintres connus pour appartenir à l'école dite nihonga.
La liste est divisée en périodes au cours desquelles l'artiste a d'abord été actif : périodes Meiji, Taishō, Shōwa et Heisei.

## Ère Meiji(1868-1912)
- Hishida Shunsō 菱田春草 1874-1911
- Kawai Gyokudō 川合玉堂 1873-1957
- Maeda Seison 前田青邨 1885-1977
- Kanzan Shimomura 下村観山 1873-1930
- Takeuchi Seihō 竹内栖鳳 1864-1942
- Tomioka Tessai 富岡鉄斎 1837-1924
- Uemura Shōen 上村松園 1875-1949
- Yasuda Yukihiko 安田靫彦 1884-1978
- Yokoyama Taikan 横山大観 1868-1958

## Ère Taishō(1912-1926)
- Heihachirō Fukuda 福田平八郎 1892-1974
- Gyoshū Hayami 速水御舟 1894-1935
- Itō Shinsui 伊東深水 1898-1972
- Kiyokata Kaburagi 鏑木清方 1878-1972
- Kawabata Ryūshi 川端龍子 1885-1966
- Murakami Kagaku 村上華岳 1888-1939
- Yumeji Takehisa 竹久夢二 1884-1934
- Shima Seien 島成園 1892-1970
- Tsuchida Bakusen 土田麦僊 1887-1936
- Uemura Shōkō 上村松篁 1902-2001

## Ère Shōwa(1926-1989)
- Akino Fuku 秋野不矩 1908-2001
- Dōmoto Inshō 堂本印象 1891-1975
- Fukui Sawato 福井爽人 1937-
- Fukuōji Hōrin 福王寺法林 1918-
- Hieda Kazuho 稗田一穂 1920-
- Higuchi Tomimaro
- Kaii Higashiyama 東山魁夷 1908-1999
- Hiramatsu Reiji 平松礼二 1941-
- Hirayama Ikuo 平山郁夫 1930-
- Hori Fumiko 堀文子 1918-
- Itō Hōji 伊藤髟耳 1938-
- Shima Seien 島成園 1892-1970
- Iwakabe Fujio 岩壁冨士夫 1925-2007
- Iwahashi Eien 岩橋英遠 1903-1999
- Kataoka Tamako 片岡球子 1905-
- Eizō Katō 加藤栄三 1906-1972
- Katō Tōichi 加藤東一 1916-1996
- Kayama Matazō 加山又造 1927-2004
- Kitani Chigusa
- Rakuten Kitazawa 北澤楽天 1876-1955
- Kobayashi Kahaku
- Konno Chūichi 今野忠一 1915-2006
- Kuba Doshin 久芳道信　1933-
- Kudō Kōjin 工藤甲人 1915-
- Koizumi Junsaku 小泉淳作 1924-
- Kobayashi Kokei 小林古径 1883-1957
- Masaaki Miyasako (1951-)
- Masuda Ryūichi 桝田隆一 1944-
- Matsuo Toshio 松尾敏男 1926-
- Matsumoto Tetsuo 松本哲男 1943-
- Miyuki Tanobe (1937-)
- Mochizuki Shunkō 望月春江 1893-1979
- Nakajima Chinami 中島千波 1945-
- Nishiyama Hideo 西山英雄 1911-1989
- Ogura Yuki 小倉遊亀 1895-2000
- Okuda Gensō 奥田元宋 1912-2003
- Okumura Togyū 奥村土牛 1889-1990
- Ono Chikkyō 小野竹喬 1889-1979
- Oyama Katashi 小山硬 1934-
- Satō Shin 佐藤晨 (anciennement 佐藤昌美) 1935-
- Shimoda Yoshihiro 下田義寛 1940-
- Shiode Hideo 塩出英雄 1912-2001
- Suga Tatehiko
- Yasushi Sugiyama 杉山寧 1909-1993
- Tabuchi Toshio 田渕俊夫 1941-
- Takashima　NoJūrō 高島野十郎 1890-1975
- Takayama Tatsuo 高山辰雄 1912-2007
- Takeuchi Kôichi (1941-)
- Tanaka Isson 田中一村 1908-1977
- Tsuchiya Reiichi 土屋礼一 1946-
- Uchida Aguri 内田あぐり 1949-
- Yamaguchi Kayō 山口華楊 1899-1984
- Yamamoto Kyūjin 山本丘人 1900-1986
- Takao Yamazaki (1940-)
- Yano Kyōson
- Yokoyama Misao 横山操 1920-1973

## Ère Heisei(1989-présent)
- Aoki Hideaki  青木秀明1975-
- Fukui Kōtarō 福井江太郎 1969-
- Hatanaka Kōkyō 畠中光享 1947-
- Kuriki Takamune 栗城貴宗 1965-
- Makino Nobuhide 牧野伸英 1967-
- Fuyuko Matsui 松井冬子 1974-
- Miyakita Chiori 宮北千織 1967-
- Miyasako Masaaki 宮廻正明 1951-
- Nakano Hirohiko 中野弘彦 1929-2004
- Nagura Hiroo  名倉弘雄 1945-
- Natori Hatsuho 名取初穂 1974-
- Nishida Shun'ei　西田俊英 1953-
- Ōya Nori 大矢紀 1936-
- Shiratori Eisetsu 白鳥映雪 1912-
- Hiroshi Senju 千住博 1958-
- Sori Kiyoshi 楚里清 1952-
- Tezuka Yūji 手塚雄二 1953-
- Yoshida Syō  吉田 翔 1984-
- Yoshikawa　Fumiyo 吉川文代 1965-
- Allan West アラン・ウエスト 1962-
- Jin Gotō  後藤仁 1968-
- Asami Yoshiga  吉賀あさみ 1972-
- Akira Kugimachi 1968-

## Source de la traduction
- (en) Cet article est partiellement ou en totalité issu de l’article de Wikipédia en anglais intitulé « List of Nihonga painters » (voir la liste des auteurs).